# 日本合成化学工業
日本合成化学工業株式会社（にっぽんごうせいかがくこうぎょう、英文名称The Nippon Synthetic Chemical Industry Co.,Ltd.）は、かつて存在した化学メーカー。本社を大阪府大阪市北区に置いていた。
三菱ケミカルの完全子会社で、酢酸や機能性樹脂の製造を行っていた。

## 主な製品
- 合成樹脂
  - ポリビニルアルコール（商品名「ゴーセノール」、水溶性の合成樹脂で紙加工や木材接着などに使用）
  - エチレン・ビニルアルコール共重合樹脂（商品名「ソアノール」、耐油性の合成樹脂で食品包材やガソリンタンクなどに使用）
  - 酢酸ビニル樹脂（商品名「ゴーセニール」）
  - 液晶ディスプレイ用偏光フィルム向けポリビニルアルコールフィルムなど
- 有機合成
  - 酢酸、酢酸ビニルモノマー、酢酸エチル、イミダゾール類、医薬品原薬、医薬・農薬中間体など

## 沿革
- 1926年（昭和元年）- 木酢を製造していた4社により、アセチレンを原料として酢酸の工業生産を行う技術を共同開発。
- 1927年（昭和2年）- 木酢メーカー4社の協同出資により、株式会社日本合成化学研究所を設立。岐阜県大垣市に大垣工場を建設。
- 1928年（昭和3年）- 日本合成化学工業株式会社に社名変更。日本初の有機合成酢酸の工業化を実施。
- 1936年（昭和11年）- 日本で初めて、アセチレン法による酢酸ビニルモノマーおよび酢酸ビニル樹脂の製造に成功。
- 1939年（昭和14年）- 熊本工場建設開始。
- 1963年（昭和38年）- 三菱化成工業（現・三菱化学）との合弁で、水島合成化学工業株式会社を設立。翌年より、水島コンビナートに開設した工場でアセトアルデヒドを原料とした酢酸及び酢酸エチルの生産を開始。
- 1971年（昭和46年）- 水島合成化学工業を吸収合併。中央研究所を兵庫県尼崎市から大阪府茨木市に移転。
- 1999年（平成11年）- 機能食品事業を日本サプリメント（現・セルフメディケーションジャパン）として分社化。
- 2009年（平成21年）- 三菱化学の連結子会社となる。
- 2016年（平成28年）
  - 9月 - 三菱化学および三菱化学ヨーロッパが株式公開買付けを実施。合算で94.35%の株式を取得。
  - 11月 - 東京証券取引所第一部上場廃止。株式売渡請求により、三菱化学および三菱化学ヨーロッパ以外の株主から、三菱化学が株式を取得。同社の完全子会社となる。
- 2019年（平成31年）4月 - 三菱ケミカルに吸収合併され、解散[1]。

## 製造・開発拠点
- 大垣工場、機能フィルムセンター - 岐阜県大垣市神田町2-35（工場は左記の他、大垣市上屋と本今町にもあり）
- 水島工場、加工技術開発センター - 岡山県倉敷市松江4-8-1
- 熊本工場 - 熊本県宇土市築籠町221
- 中央研究所 - 大阪府茨木市室山2-13-1